# Love You Anyway
«Love You Anyway» (с англ. — «Все равно тебя люблю») — песня американского кантри-певца Люка Комбса, вышедшая 10 февраля 2023 года на лейбле Columbia Nashville в качестве ведущего сингла с его четвёртого студийного альбома Gettin' Old. Комбс написал песню совместно с Рэй Фулчером и Дэном Исбеллом и выступил сопродюсером вместе с Чипом Мэтьюсом и Джонатаном Синглтоном.
Сингл достиг первого места в кантри-чарте Country Airplay и третьего в Hot Country Songs, получил платиновую сертификацию в Канаде и США.

## История
В 2022 году Комбс захотел написать песню о своей жене Николь, на которой он женился в 2020 году. Он изложил эту идею во время писательской сессии со своим другом Дэном Фулчером, который предложил ему название «Love You Anyway». Комбс описал песню как «очень поэтичную». Джереми Чуа из Taste of Country посчитал, что в песне есть элементы неотрадиционного кантри конца 1980-х — начала 1990-х годов, особо отметив голос Комбса и использование скрипки.

## Коммерческий успех
В чарте Billboard Country Airplay от 26 августа 2023 года песня «Love You Anyway» заняла третье место после песни Комбса «Fast Car» на втором месте, что стало первым случаем в истории чарта, когда две из трех первых позиций были одновременно заняты сольным исполнителем без каких-либо других сопровождающих музыкантов, и лишь третьим случаем, когда это удалось какому-либо исполнителю в целом. В сентябре 2023 года «Love You Anyway» стал 17-м чарттоппером Комбса в Country Airplay. Одновременно его трек «Fast Car» был на втором месте и поэтому Комбс — первый артист, занявший две верхние позиции в рейтинге Country Airplay без участия других артистов с момента появления этого списка в 1990 году. Только один другой артист вообще занимал эти две строчки одновременно: в чартах от 31 мая и 7 июня 2014 года песня Люка Брайана «Play It Again» была № 1, а песня группы Florida Georgia Line «This Is How We Roll» с участием Брайана заняла позицию № 2.
Комбс установил еще один рекорд в чарте Country Airplay, так как песня «Love You Anyway» достигла № 1 после всего лишь четырехнедельного перерыва после того, как «Fast Car», его новая версия хита Трейси Чепмен 1988 года, завершила свое правление. Ни один артист ранее не лидировал с разными песнями в главной роли так быстро, и в итоге Комбс обходит Моргана Уоллена, чья песня «You Proof» провела последнюю из рекордных 10 недель на первом месте в январе 2023 года, в то время как он вернулся на вершину после всего лишь шестинедельного перерыва с песней «Thought You Should Know» в феврале. Считая роли соисполнителей, Тим Макгроу не терял времени между № 1 в марте 2002 года: в течение недели лидировала песня Джо Ди Мессины «Bring On the Rain» с участием Макгроу, а на следующий день его песня «The Cowboy in Me» вытеснила его с вершины.
Кроме того, Комбс возглавил Country Airplay всего через девять недель после того, как песня «Fast Car» впервые заняла первое место в этом рейтинге, что также является рекордом по самому быстрому обороту среди исполнителей, достигших первого места с разными песнями. Несколько артистов лидировали с новыми № 1 с разницей в 10 недель (считая от первых недель пребывания на первом месте), последний раз это сделала Шанайя Твейн, которая в 1996 году перешла от «You Win My Love» к «No One Needs To Know». Беспрецедентные достижения Комбса отражают исторически нетипичный график выпуска двух его последних № 1 в Country Airplay, поскольку «Love You Anyway» должен был стать его единственным продвигаемым синглом, но «Fast Car» стал вирусным, и они оказались на вершине рейтинга в тандеме.
Сингл получил платиновую сертификацию в Канаде и США.

## Чарты
| Чарт (2023)                         | Высшая позиция |
| ----------------------------------- | -------------- |
| Австралия (ARIA)                    | 28             |
| Канада (Billboard Canadian Hot 100) | 13             |
| Канада (Billboard Country)          | 2              |
| Мир (Billboard Global 200)          | 31             |
| Ирландия (IRMA)                     | 23             |
| Новая Зеландия (RMNZ)               | 3              |
| Великобритания (UK Singles Chart)   | 62             |
| США (Billboard Hot 100)             | 15             |
| США (Billboard Country Airplay) ·   | 1              |
| США (Billboard Hot Country Songs)   | 3              |

| Чарт (2023)                      | Позиция |
| -------------------------------- | ------- |
| Canada (Canadian Hot 100)        | 80      |
| US Billboard Hot 100             | 36      |
| US Country Airplay (Billboard)   | 18      |
| US Hot Country Songs (Billboard) | 12      |

| Регион                                                                      | Сертификация | Продажи   |
| --------------------------------------------------------------------------- | ------------ | --------- |
| Австралия (ARIA)                                                            | Золотой      | 35 000    |
| Канада (Music Canada)                                                       | Платиновый   | 80 000    |
| США (RIAA)                                                                  | Платиновый   | 1 000 000 |
| Данные о продажах + прослушиваниях приведены только на основе сертификации. |              |           |